# Lei de Avogadro
Na termodinâmica, a lei de Avogadro, também conhecida como lei de Avogadro-Ampère, é um conjunto de leis matemáticas que tratam da quantidade de matéria em gases a diferentes temperaturas. Sendo os gases extremamente expansíveis, suas moléculas ocupam todo o espaço disponível no recipiente que os contém. Assim, o volume do gás corresponde à capacidade do recipiente.
Amedeo Avogadro (1776-1856), cientista italiano, num artigo publicado no Journal de Physique, em 1811, incluía a sua famosa hipótese: iguais volumes de gases diferentes, sob as mesmas condições de pressão e de temperatura, contêm igual número de moléculas. A constante de Avogadro, NA, foi assim nomeada em sua homenagem
A "hipótese de Avogadro", proposta em 1811 por Amedeo Avogadro, seria uma forma de expressar uma lei de conservação, que futuramente passaria a ser chamada de "lei de Avogadro".

## Volume molar
Esta lei está relacionada ao volume molar  "Vm" (n ou quantidade de matéria em fração com o volume) que varia entre temperatura e pressão, neste caso o volume molar será 22,4 litros por mol.
Considerando que o volume molar (Vm) para qualquer gás seja de 22,4 L/mol, temos que a relação entre o volume e número de mol é constante:
{\displaystyle V\propto n\therefore \ {\frac {V}{n}}=k}
A equação expressa que 22,4 litros de qualquer gás possuem 6,022 x 1023 moléculas (condições de 1 atm e  0°C), ou seja, condições PTN (pressão e temperatura normal).

## Consequências
A hipótese de Avogadro de que volumes iguais de gases diferentes, nas mesmas condições de pressão e temperatura, contêm o mesmo número de partículas levaram à determinação da constante de Avogadro (6,022 x 1023)
Por exemplo, se enchermos um balão com gás hélio (He), teremos o volume de 22,4 litros e 6,022 x 1023 moléculas de gás. Entretanto, se enchermos o mesmo balão até que ele ocupe o mesmo volume com outro gás, o hidrogênio (H2), por exemplo, teríamos a mesma quantidade de moléculas.
A mais significante consequência da lei de Avogadro é que a constante dos gases tem o mesmo valor para todos os gases. Isso significa que:
{\displaystyle {\frac {p_{1}\cdot V_{1}}{T_{1}\cdot n_{1}}}={\frac {p_{2}\cdot V_{2}}{T_{2}\cdot n_{2}}}=constante}
Nessa expressão p é a pressão do gás no recipiente e T é a temperatura em kelvin do gás.

## Lei de Boyle-Mariotte
Para uma dada temperatura, o produto da pressão exercida por uma quantidade de gás e o volume por ele ocupado é constante:
{\displaystyle p_{1}V_{1}=p_{2}V_{2}}
Aqui {\displaystyle p_{1}\,\!} e {\displaystyle V_{1}\,\!} representam a pressão e volume originais, respectivamente, e {\displaystyle p_{2}\,\!} e {\displaystyle V_{2}\,\!} representam a segunda pressão e volume.

## Lei de Charles
{\displaystyle {\frac {V_{1}}{T_{1}}}={\frac {V_{2}}{T_{2}}}}   ou   {\displaystyle {\frac {V_{1}}{V_{2}}}={\frac {T_{1}}{T_{2}}}}
A uma pressão dada, o volume ocupado por uma certa quantidade de um gás é diretamente proporcional a sua temperatura.

## Lei dos gases ideais
A lei de Boyle, Lei de Charles, e Lei de Gay-Lussac formam, juntamente com a lei de Avogadro-Ampère, a lei dos gases ideais.
{\displaystyle p\cdot V=n\cdot R\cdot T}